# Filip Wolski
Filip Jędrzej Wolski (ur. 1987 w Gdańsku) – polski informatyk, mistrz świata w programowaniu, zwyciężył w XVIII Międzynarodowej Olimpiadzie Informatycznej w Meksyku oraz w 31. Akademickich Mistrzostwach Świata w Programowaniu Zespołowym w Japonii (reprezentując Uniwersytet Warszawski w zespole z Markiem Cyganem i Marcinem Pilipczukiem).

## Życiorys
Absolwent III LO w Gdyni i jednoczesnych studiów informatyczno-matematycznych na Wydziale Matematyki, Informatyki i Mechaniki Uniwersytetu Warszawskiego, które ukończył w 2011. Stypendysta Krajowego Funduszu na rzecz Dzieci. W styczniu 2007 uczestniczył w akcji billboardowej programu „Patriotyzm Jutra”. Od 2012 pracował dla czołowych amerykańskich firm zajmujących się high-frequency tradingiem, m.in. dla Teza Technologies. Od sierpnia 2016 prowadzi badania naukowe związane ze sztuczną inteligencją w firmie OpenAI.

## Osiągnięcia w konkursach międzynarodowych
- 9. Bałtycka Olimpiada Informatyczna, 2003 (Tartu, Estonia) – srebrny medal[8]
- 15. Międzynarodowa Olimpiada Informatyczna, 2003 (University of Wisconsin-Parkside, Stany Zjednoczone) – złoty medal[9][8]
- 10. Olimpiada Informatyczna Europy Środkowej, 2003 (Münster, Niemcy) – złoty medal[8]
- 10. Bałtycka Olimpiada Informatyczna, 2004 (Ventspils, Łotwa) – złoty medal[8]
- 11. Olimpiada Informatyczna Europy Środkowej, 2004 (Rzeszów, Polska) – złoty medal[8]
- 16. Międzynarodowa Olimpiada Informatyczna, 2004 (Ateny, Grecja) – złoty medal[9][8]
- 11. Bałtycka Olimpiada Informatyczna, 2005 (Poswol, Litwa) – złoty medal[8]
- 12. Olimpiada Informatyczna Europy Środkowej, 2005 (Sárospatak, Węgry) – złoty medal
- 17. Międzynarodowa Olimpiada Informatyczna, 2005 (Nowy Sącz, Polska) – złoty medal[9][8]
- 13. Olimpiada Informatyczna Europy Środkowej, 2006 (Vrsar, Chorwacja) – złoty medal[8]
- 18. Międzynarodowa Olimpiada Informatyczna, 2006 (Merida, Meksyk) – złoty medal[9]
- Akademickie Mistrzostwa Europy Środkowej w Programowaniu Zespołowym, 2006 (Budapeszt, Węgry) – złoty medal (wraz z Markiem Cyganem i Marcinem Pilipczukiem)
- 31. Akademickie Mistrzostwa Świata w Programowaniu Zespołowym, 2007 (Tokio, Japonia) – 1. miejsce (wraz z Markiem Cyganem i Marcinem Pilipczukiem)[2]
- Akademickie Mistrzostwa Europy Środkowej w Programowaniu Zespołowym, 2007 (Praga, Czechy) – złoty medal (wraz z Markiem Cyganem i Marcinem Pilipczukiem)

## Osiągnięcia w konkursach krajowych
- 10. Olimpiada Informatyczna – laureat I miejsca[8]
- 11. Olimpiada Informatyczna – laureat I miejsca[8]
- 12. Olimpiada Informatyczna – laureat I miejsca, zwycięzca[8]
- 13. Olimpiada Informatyczna – laureat I miejsca, zwycięzca[8]
- 11. Akademickie Mistrzostwa Polski w Programowaniu Zespołowym – 1. miejsce (w drużynie z Markiem Cyganem i Marcinem Pilipczukiem)
- 12. Akademickie Mistrzostwa Polski w Programowaniu Zespołowym – 1. miejsce (w drużynie z Markiem Cyganem i Marcinem Pilipczukiem)